# Indy Racing League 1996
De Indy Racing League 1996 was het eerste seizoen van het kampioenschap dat tot 2002 officieel de Indy Racing League werd genoemd. Het kwam er op initiatief van de eigenaars van de Indianapolis Motor Speedway, zodat de Indianapolis 500 van de Champ Car kalender verdween. Tussen 1996 en 2007 zouden deze twee raceklassen als concurrenten naast elkaar bestaan. Eind 2007 kocht de organisatie van de Indy Racing League de dan noodlijdende Champ Car organisatie over en fuseerde het met de eigen raceklasse, zodat vanaf het seizoen 2008 de IndyCar Series de enige overblijvende hoofdklasse in het formuleracen werd in de Verenigde Staten. Het eerste kampioenschap bestond slechts uit drie races en het werd gewonnen door Buzz Calkins en Scott Sharp, die beiden eindigde met hetzelfde aantal punten op de eerste plaats van de eindrangschikking en beiden werden als winnaar van het kampioenschap uitgeroepen. De derde en laatste wedstrijd van het seizoen was de 80e Indianapolis 500 die gewonnen werd door Buddy Lazier. De Amerikaan Scott Brayton had op de eerste startplaats moeten vertrekken, maar hij kwam om bij een fatale crash op een training.

## Races
|   | Datum      | Circuit                       | Winnaar       | Tweede       | Derde        | Pole position |
| 1 | 27 januari | Walt Disney World Speedway    | Buzz Calkins  | Tony Stewart | Robbie Buhl  | Buddy Lazier  |
| 2 | 24 maart   | Phoenix International Raceway | Arie Luyendyk | Scott Sharp  | Mike Groff   | Arie Luyendyk |
| 3 | 26 mei     | Indianapolis Motor Speedway   | Buddy Lazier  | Davy Jones   | Richie Hearn | Tony Stewart  |

## Eindklassement
| Rank | Rijder           | Ptn |
| ---- | ---------------- | --- |
| 1.   | Buzz Calkins     | 246 |
| =    | Scott Sharp      | 246 |
| 3.   | Robbie Buhl      | 240 |
| 4.   | Richie Hearn     | 237 |
| =    | Roberto Guerrero | 237 |
| 6.   | Mike Groff       | 228 |
| 7.   | Arie Luyendyk    | 225 |
| 8.   | Tony Stewart     | 204 |
| 9.   | Davey Hamilton   | 192 |
| =    | Johnny O'Connell | 192 |
| 11.  | Michele Alboreto | 189 |
| 12.  | Lyn St. James    | 186 |

| Rank | Rijder              | Ptn |
| ---- | ------------------- | --- |
| 13.  | Stéphan Grégoire    | 165 |
| 14.  | Buddy Lazier        | 159 |
| 15.  | John Paul Jr.       | 153 |
| 16.  | Eddie Cheever       | 147 |
| 17.  | Johnny Parsons      | 141 |
| 18.  | Scott Brayton       | 111 |
| 19.  | Dave Kudrave        | 80  |
| 20.  | Jim Guthrie         | 74  |
| =    | Michel Jourdain Jr. | 74  |
| 22.  | Fermín Vélez        | 60  |
| 23.  | Eliseo Salazar      | 58  |
| 24.  | Johnny Unser        | 56  |

| Rank | Rijder              | Ptn |
| ---- | ------------------- | --- |
| 25.  | Stan Wattles        | 44  |
| 26.  | Davy Jones          | 33  |
| 27.  | Paul Durant         | 32  |
| 28.  | Alessandro Zampedri | 31  |
| 29.  | Danny Ongais        | 28  |
| 30.  | Hideshi Matsuda     | 27  |
| 31.  | Racin Gardner       | 20  |
| =    | Scott Harrington    | 20  |
| 33.  | Mark Dismore        | 16  |
| 34.  | Joe Gosek           | 13  |
| 35.  | Brad Murphy         | 12  |
| 36.  | Marco Greco         | 9   |